# آرسین

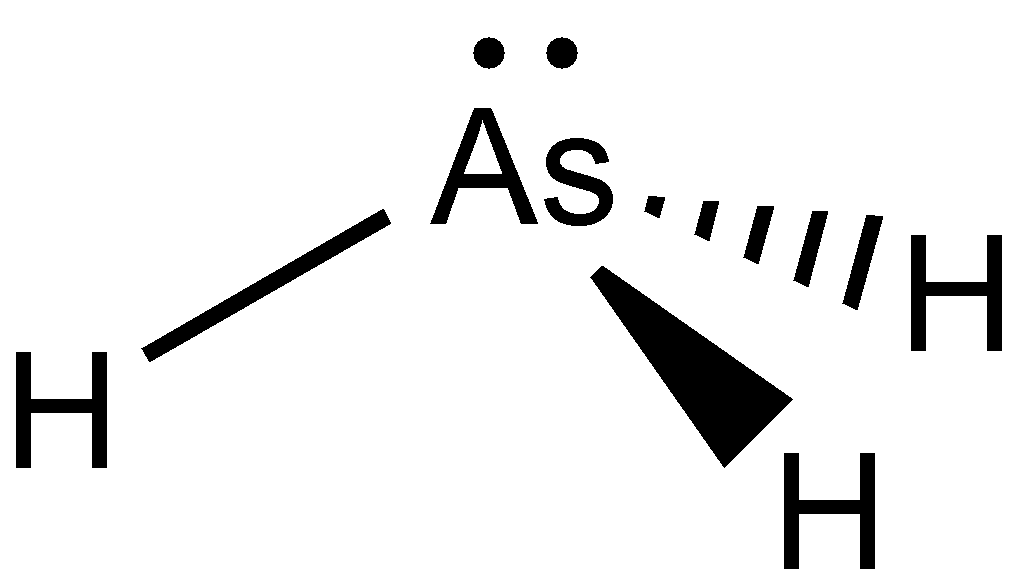
ترکیب معدنی آرسین

آرسین یک ترکیب معدنی با فرمول AsH3 است. اغلب اصطلاح آرسین برای توصیف دسته ای از ترکیبات آلی آرسنیک با فرمول (AsH3-xRx (R=aryl or alkyl مورد استفاده قرار می گیرد. برای مثال As(C6H5)3، که تری فنیل آرسین نامیده می شود، یک آرسین است.
AsH3 به طور معمول از واکنش As3+ با H- تهیه می شود:
4 AsCl3 + 3 NaBH4 → 4 AsH3 + 3 NaCl + 3 BCl3
آرسین یک مولکول هرمی با زاویه H-تا-H 91.8ᵒ و سه پیوند هم ارز As-H به طول 519/1 آنگستروم می باشد.